# Eolacerta robusta
Eolacerta robusta Nöth, 1940 è un rettile estinto appartenente agli squamati. Visse nell'Eocene (tra Ypresiano e Bartoniano, 55,8 - 33,9 milioni di anni fa) e i suoi resti fossili sono stati trovati in Germania e Francia.

## Descrizione
Questo animale, lungo circa 40 centimetri, doveva possedere l'aspetto di una lucertola di grosse dimensioni, forse simile all'attuale lucertola ocellata. Al contrario delle lucertole attuali, Eolacerta possedeva numerose caratteristiche primitive (plesiomorfie); tra le caratteristiche distintive di Eolacerta, tuttavia, si ricordano l'astragalo e il calcagno fusi, e la prima costola cervicale ricurva posterolateralmente. Un tempo si pensava che Eolacerta fosse dotata di osteodermi (Noth, 1940) che l'avrebbero resa simile a un piccolo coccodrillo, ma una ridescrizione più recente ha chiarito che gli osteodermi non erano presenti. Il pube, inoltre, era simile a quello delle attuali lucertole.

## Tassonomia
Questo animale è stato descritto per la prima volta da Noth nel 1940, sulla base di fossili rinvenuti nella zona di Geiseltal in Germania; lo studioso inizialmente attribuì Eolacerta alla famiglia delle lucertole attuali (Lacertidae). Successivamente vennero ritrovati altri fossili nel ben noto giacimento di Messel, che permisero una ridescrizione; secondo il nuovo studio (Muller, 2001), Eolacerta non era strettamente imparentata con le lucertole attuali, a causa di numerose caratteristiche primitive (plesiomorfie) riscontrabili in numerosi altri gruppi di squamati; Eolacerta è stata quindi classificata all'interno del gruppo degli Scleroglossa, senza un'attribuzione più specifica. 